# Ambrym
Ambrym es una isla y volcán de Vanuatu. La región de Ambrym e islas próximas es conocida por su intensa actividad volcánica que incluye la presencia permanente de lagos de lava (volcán Marum). Su población más grande es Eas, y sus 8.000 habitantes viven principalmente de las plantaciones de cocoteros. Ambrym, la cercana isla de Malakula y otras islas más pequeñas conforman la Provincia de Malampa.
Cerca de Ambrym hay dos pequeñas islas, Paama y Lopevi. Paama alberga dos asentamientos (Liro y Loulep). Lopevi albergaba otros dos (Holen y Halos), pero una amenaza volcánica obligó al desalojo de sus pobladores y hoy está deshabitada.
Históricamente, los habitantes nativos de Ambrym se regían por una monarquía elegante, cerrada y compleja.

## Ciudades importantes
- Fali
- Linboul
- Liro
- Loulep
- Olal
- Ranuetlam
- Port-Vato
- Toak